# Nicolas Cantu
Nicolas Cantu (Ciudad de México, 8 de septiembre de 2003), conocido por sus seudónimos de Internet Junky Janker y TheCAN2Network, es un actor, celebridad de Internet, youtuber y vlogger mexicano-estadounidense.
Cantu es conocido por haber sido la tercera voz de Gumball Watterson en la serie de televisión animada de Cartoon Network The Amazing World of Gumball (2017-2019), y la voz de Leonardo en la película animada Teenage Mutant Ninja Turtles: Mutant Mayhem (2023) y su adaptación televisiva de Nickelodeon Tales of the Teenage Mutant Ninja Turtles (2024). Cantu también es conocido por interpretar a Elton Ortiz en la serie de televisión de AMC The Walking Dead: World Beyond (2020-2021), y como Hark en la película The Fabelmans (2022).
Su canal de YouTube tiene más de 415.000 suscriptores.

## Biografía
Nicolás Cantú nació en la Ciudad de México, México, y se crio en Austin, Texas. Es de ascendencia mexicana, ya que sus padres son provenientes de la Ciudad de México. Su padre es abogado y su madre es trabajadora social. Cantú es el segundo de tres hijos, ya que tiene dos hermanos, Sebastián y Matías. Creció en San Antonio, Texas, y asistió a la escuela primaria Stone Oak. Se mudó a Los Ángeles, California cuando tenía 10 años para seguir su carrera como actor. Cantu finalmente regresó a San Antonio en 2022.

## Carrera

### Anuncios
Cantú comenzó su carrera participando en varios anuncios de televisión, como por ejemplo uno de los San Antonio Spurs.

### Televisión
Comenzó su carrera como actor a la edad de doce años con un papel de voz invitado como Diego Márquez en un episodio de 2016 de la serie de Nickelodeon Dora and Friends: Into the City!. Luego comenzó a actuar en papeles principales ese mismo año. Su primer papel de voz principal fue como Rowan Freemaker en la serie de televisión de Disney XD Lego Star Wars: The Freemaker Adventures. También interpretó a Paco en la serie de televisión animada Future-Worm!, prestó su voz al príncipe James en el programa de Disney Junior Sofia the First, en reemplazo de Tyler Merna, y proporcionó voces adicionales para la serie reboot de Cartoon Network The Powerpuff Girls. De 2017 a 2019, prestó su voz al personaje principal de la serie de Cartoon Network The Amazing World of Gumball, reemplazando a Jacob Hopkins durante la quinta temporada. En The Gumball Chronicles, una miniserie de ocho episodios basada en el programa, que se estrenó en dicha cadena en 2020, fue reemplazado por Duke Cutler debido a la pubertad. Luego hizo su debut como actor con un papel invitado en un episodio de Teachers como Quinn, e interpretó a Travis en un episodio de Raven's Home de Disney Channel. En 2018, Cantu apareció como Raymond en The Good Place. En 2019, hizo apariciones en las series de televisión Bizaardvark, Sydney to the Max y DuckTales. Prestó su voz a Winston en Middle School Moguls, y apareció como Andrew en la comedia de CBS The Unicorn. También prestó su voz a Dak en la serie de Netflix DreamWorks Dragons: Rescue Riders. En 2020, prestó su voz a Rhys en un episodio de Where's Waldo?, interpretó a Elton Ortiz en The Walking Dead: World Beyond de AMC, y prestó su voz a Teia en la serie animada Puppy Dog Pals. En 2021, interpretó a Dennis Kern en un episodio de The Rookie, apareció como JJ en dos episodios de 9-1-1: Lone Star, y prestó su voz a Ensign Mainstay en la serie de Netflix Kid Cosmic. En 2022, prestó su voz a Smooth Jason y Wrinkly en el programa de Netflix Oddballs. Algunos de los papeles que realizó durante 2023 incluyen a Barry en la serie de Disney+ American Born Chinese y Otto en la serie de televisión animada de Disney Channel Hailey's On It!. y Charlie en la serie de televisión animada de Netflix Skull Island. Prestó su voz a Leonardo en la serie de televisión animada de Nickelodeon de 2024 Tales of the Teenage Mutant Ninja Turtles.

### Películas
Cantu comenzó su carrera cinematográfica a la edad de catorce años con un papel de voz como Curly en la película de televisión de Nickelodeon de 2017 Hey Arnold!. The Jungle Movie. Luego protagonizó The Fabelmans de Steven Spielberg en 2022, interpretando el papel de Hark. Audicionó para el papel principal de Sammy Fabelman, pero le dieron el papel de Hark después de ser rechazado para el papel de Sammy. Prestó su voz a Leonardo en la película de 2023 Teenage Mutant Ninja Turtles: Mutant Mayhem.

## Vida personal
Cantu es un jugador de videojuegos. El 8 de noviembre de 2018, organizó una recaudación de fondos para el Children's Hospital Los Angeles en Bob's Big Boy en Burbank, California.
Cantu se declaró pansexual en Twitter en diciembre de 2022. En noviembre de 2023, Cantu reveló que tiene autismo y TDAH.

## Filmografía

### Películas
| Año  | Título                                      | Papel          | Notas                    | Ref.                 |
| ---- | ------------------------------------------- | -------------- | ------------------------ | -------------------- |
| 2017 | Hey Arnold!: The Jungle Movie               | Curly (voz)    | Película para televisión | [ 31 ] [ 32 ]        |
| 2017 | The Impossible Joy                          | Tomás          | Cortometraje             | [ 33 ]               |
| 2017 | Vikes                                       | Joey           |                          | [ 34 ]               |
| 2022 | The Fabelmans                               | Hark           |                          | [ 35 ]               |
| 2023 | Teenage Mutant Ninja Turtles: Mutant Mayhem | Leonardo (voz) |                          | [ 36 ] [ 37 ] [ 32 ] |

### Televisión
| Año           | Título                                    | Papel                                                           | Notas        | Ref.                 |
| ------------- | ----------------------------------------- | --------------------------------------------------------------- | ------------ | -------------------- |
| 2016          | Dora and Friends: Into the City!          | Diego Márquez, Cocodrilo, Polar Bear (voz)                      | 2 episodios  | [ 38 ]               |
| 2016-2017     | Lego Star Wars: The Freemaker Adventures  | Rowan Freemaker (voz)                                           | 31 episodios | [ 39 ] [ 40 ]        |
| 2016-2018     | Future-Worm!                              | Paco (voz)                                                      | 6 episodios  | [ 41 ]               |
| 2016-2018     | Sofia the First                           | Principe James (voz)                                            | 14 episodios | [ 42 ] [ 43 ] [ 40 ] |
| 2016-2019     | The Powerpuff Girls                       | Voces adicionales                                               |              |                      |
| 2017-2019     | The Amazing World of Gumball              | Gumball Watterson, Humor, Ansiedad, Zachariah Lopez Kirby (voz) | 71 episodios | [ 40 ]               |
| 2017          | Teachers                                  | Quinn                                                           | 1 episodio   |                      |
| 2017          | Walk the Prank                            | Niño #1                                                         | 1 episodio   |                      |
| 2017          | Raven's Home                              | Travis                                                          | 1 episodio   | [ 44 ] [ 45 ]        |
| 2018          | The Good Place                            | Raymond                                                         | 1 episodio   |                      |
| 2019          | Bizaardvark                               | Jackson                                                         | 1 episodio   |                      |
| 2019          | Sydney to the Max                         | Dominic                                                         | 1 episodio   |                      |
| 2019          | DuckTales                                 | B.O.Y.D. (voz)                                                  | 1 episodio   | [ 46 ] [ 40 ]        |
| 2019          | Middle School Moguls                      | Winston (voz)                                                   | 4 episodios  |                      |
| 2019-2020     | The Unicorn                               | Andrew                                                          |              |                      |
| 2019-2020     | DreamWorks Dragons: Rescue Riders         | Dak (voz)                                                       | 26 episodios | [ 46 ] [ 40 ]        |
| 2020          | Where's Waldo?                            | Rhys (voz)                                                      | 1 episodio   |                      |
| 2020-2021     | The Walking Dead: World Beyond            | Elton Ortiz                                                     | 20 episodios | [ 47 ] [ 46 ] [ 48 ] |
| 2020          | Puppy Dog Pals                            | Teia (voz)                                                      | 1 episodio   |                      |
| 2021          | The Rookie                                | Dennis Kern                                                     | 1 episodio   | [ 49 ]               |
| 2021          | 9-1-1: Lone Star                          | JJ                                                              | 2 episodios  | [ 47 ]               |
| 2021-2022     | Kid Cosmic                                | Ensign Mainstay (voz)                                           | 2 episodios  |                      |
| 2022          | Family Guy                                | Chico de instituto (voz)                                        | 1 episodio   |                      |
| 2022          | Oddballs                                  | Smooth Jason, Wrinkly (voz)                                     | 2 episodios  | [ 40 ]               |
| 2023          | American Born Chinese                     | Barry                                                           | 2 episodios  |                      |
| 2023          | Hailey's On It!                           | Otto (voz)                                                      | 1 episodio   | [ 40 ]               |
| 2023          | Skull Island                              | Charlie (voz)                                                   | 8 episodios  | [ 46 ] [ 50 ]        |
| 2024          | Star Wars: Tales of the Empire            | Dante (voz)                                                     | 1 episodio   |                      |
| 2024-presente | Tales of the Teenage Mutant Ninja Turtles | Leonardo (voz)                                                  | 12 episodios | [ 51 ] [ 40 ]        |
| 2024          | Dream Productions                         | Rubin (voz)                                                     | 1 episodio   | [ 40 ]               |

### Videojuegos
| Año  | Título                                          | Papel               | Nota              | Ref.          |
| ---- | ----------------------------------------------- | ------------------- | ----------------- | ------------- |
| 2021 | Neo: The World Ends with You                    | Hazuki Mikagi (voz) | Versión en inglés | [ 32 ]        |
| 2024 | Teenage Mutant Ninja Turtles: Mutants Unleashed | Leonardo (voz)      |                   | [ 52 ] [ 32 ] |

## Nominaciones
| Año  | Premios              | Categoría                                                                                  | Trabajo nominado             | Resultado | Ref.   |
| ---- | -------------------- | ------------------------------------------------------------------------------------------ | ---------------------------- | --------- | ------ |
| 2018 | Premios Annie        | Logro destacado por actuación de voz en una producción televisiva o de transmisión animada | The Amazing World of Gumball | Nominado  | [ 53 ] |
| 2019 | Premios Young Artist | Mejor interpretación en un papel de doblaje: Artista adolescente                           | Sofia the First              | Nominado  |        |